# Trybuna Galerii Uffizich
Trybuna Galerii Uffizich – obraz olejny niemieckiego malarza Johanna Zoffany’ego, znajdujący się w Royal Collection na Zamku w Windsorze

## Opis obrazu
Obraz przedstawia wnętrze sali z północno-wschodniej części Galerii Uffizi we Florencji. Wykonanie jego zostało zlecone przez królową Charlottę, żonę króla Jerzego III, która wykorzystując podróż malarza wraz z rodziną do Florencji, zapragnęła mieć dzieła ze słynnej Trybuny Galerii Uffizich. Galeria obrazów gromadziła dzieła wielkich mistrzów. W jej wnętrzu wielu malarzy za specjalną zgodą, studiowało zgromadzone tam arcydzieła. Zoffany, posiadając list polecający od królowej nie miał problemu z uzyskaniem pozwolenia. Po kilku miesiącach pracy, Zoffanego spotkała osobista tragedia. Jego roczny synek spadł ze schodów i zmarł z powodu obrażeń mózgu. Mimo to w 1778 roku obraz ukończył i rok później powrócił do Anglii.
Obraz ukazuje ogromną salę, ściany której zapełnione są kilkunastoma płótnami. W centralnym punkcie, na sztaludze wisi akt autorstwa Tycjana Wenus z Urbino. Wokół niego skupiona jest grupa koneserów sztuki, podziwiający słynne dzieło. Jest wśród nich Honourable Felton Hervey, angielski malarz Thomas Patch, sir Horace Mann, Valentine Knightley of Fawsley i John Gordon. Mężczyzną stojącym naprzeciwko obrazu jest kustosz Galerii Uffizi Pietro Bastianelli
W całej sali nagromadzonych jest dziesiątki rzeźb antycznych. Zoffany z bardzo dużą dbałością o szczegóły odtworzył najsłynniejsze prace europejskich malarzy. Wśród nich można rozpoznać:
(na lewej ścianie od góry)
- Annibale Carracci, Wenus i Satyr
- Guido Reni, Dobroczynność z 1604 (Palazzo Pitti)
- Rafael Santi – Madonna della seggiola (Palazzo Pitti)
- Correggio – Adoracja Dzieciątka z 1526
- Justus Sustermans – Portret Galileusza
- Rafael Santi – Niccolini-Cowper Madonna National Gallery of Art (Washington)

(na ścianie środkowej od góry)
- Tycjan – Madonna z Dzieciątkiem i św. Katarzyną (1550-1560)
- Rafael Santi – Święty Jan Chrziciel
- Guido Reni – Madonna (kolekcja prywatna)
- Rafael Santi – Madonna ze szczygłem
- Franciabigio – Madonna del Pozzo (1508)
- Rubens – Okropności wojny (1537) (Palazzo Pitti)
- Hans Holbein – Portret Richarda Sutherwella
- Rafael Santi – Portret Pietro Perugina
- Szkoła Perugina – Madonna z Dzieciątkiem, świętą Elżbietą i świętym Janem Chrzicielem (Cenacolo di Fuligno)

(na ścianie z prawej strony od góry)
- Guido Reni – Kleopatra (Palazzo Pitti)
- Rubens – Czterech filozofów (Palazzo Pitti)
- Rafael Santi – Papież Leon X z kardynałami Giulliem de’ Medicim i Luigim de’ Rossim
- Pietro da Cortona – Abraham i Hagar
- Bartolomeo Manfredi – Cesarskie pieniądze
- Cristofano Allori – Cud św. Juliana

Pod obrazem Wenus z Urbino znajduje się praca Guercina Sybilla. Wokół obrazów widać liczne rzeźby oraz znane osobistości Florencji i koneserzy. Wśród grupki osób skupionych wokół obrazu Rafaela Niccolini-Cowper Madonna, po lewej stronie Zoffany przedstawił swój autoportret (postać wychylająca się zza obrazu).
Ukończone dzieło trafiło do królewskiej wiejskiej rezydencji w Kew Hause w południowej Anglii. Tam, król Jerzy III zaprosił członków Akademii Królewskiej by ocenili obraz. Ci zgodnie orzekli, iż autor obrazu powinien otrzymać dożywotnim rocznym stypendium w wysokości od siedmiuset do tysiąca funtów. Niestety Zoffany nie otrzymał takiego wynagrodzenia a dodatkowo został oskarżony o nadużycia finansowe – miał podczas realizacji zlecenia pracować dodatkowo nad portretem austriackiego cesarza Józefa II i jego rodziny czym naraził skarbiec królewski na dodatkowe koszty. Około 1788 roku, po tym jak król w przypływie ataku szału chciał zniszczyć dzieło, obraz został usunięty z Kew House.